# Алтайское (Акмолинская область)
Алта́йское (каз. Алтайское) — село в Шортандинском районе Акмолинской области Казахстана. Входит в состав Новокубанского сельского округа. Код КАТО — 116843200.

## География
Село расположено в центральной части района, на расстоянии примерно 16 километров (по прямой) к юго-западу от административного центра района — посёлка Шортанды, в 6 километрах к югу от административного центра сельского округа — села Новокубанка.
Абсолютная высота — 337 метров над уровнем моря.
Ближайшие населённые пункты: село Новокубанка — на севере, село Раевка — на северо-востоке.

## Население
В 1989 году население села составляло 179 человек (из них русские — 30 %, немцы — 22 %).

В 1999 году население села составляло 180 человек (102 мужчины и 78 женщин). По данным переписи 2009 года, в селе проживали 143 человека (80 мужчин и 63 женщины).
| Численность населения | Численность населения | Численность населения |
| 1989                  | 1999                  | 2009                  |
| --------------------- | --------------------- | --------------------- |
| 179                   | ↗180                  | ↘143                  |

## Инфраструктура
В селе функционируют:
- фельдшерский пункт
- сельский клуб
- общественная баня

## Улицы[6]
- ул. Береке
- ул. Болашак